# Statos
Statos (griechisch Στατός) ist ein Dorf auf dem Gebiet der heutigen Gemeinde Statos-Agios Fotios im Bezirk Paphos in der Republik Zypern, das nur noch zeitweise von einigen Familien, die hauptsächlich Landwirtschaft und Viehzucht betreiben, belebt wird.

## Lage und Umgebung
Statos liegt im Westen der Mittelmeerinsel Zypern auf einer Höhe von etwa 810 Metern, etwa 28 Kilometer nordöstlich von Paphos. Agios Fotios liegt südlich und Statos-Agios Fotios südöstlich. Vor der Vereinigung mit Agios Fotios betrug die Verwaltungsfläche etwa 10,73 Quadratkilometer. Das Dorf kann über die Straße F642 erreicht werden.
Die durchschnittliche jährliche Niederschlagsmenge beträgt etwa 670 Millimeter. In der Umgebung wachsen Weinreben verschiedener Weinsorten, verschiedene Arten von Obstbäumen (hauptsächlich Apfelbäume und in geringerem Maße Birnen, Avocados, Pflaumen und Pfirsiche), Mandeln, Walnüsse, Oliven, Hülsenfrüchte (Nüsse, Gleitfrüchte und Luvanas), Getreide, Heilpflanzen sowie einige Zitrusfrüchte und Gemüse. Geologisch betrachtet wird das Dorfgebiet von den Ablagerungen der Lefkara-Formation (Kreiden, Mergel und Keratolithe), den Tonen der Monis-Formation und den Ablagerungen der Mamonion-Formation dominiert. Auf diesen Gesteinen entstanden kalkhaltige Böden und Böden der Mamonion-Formation.

## Geschichte
Laut Nearchos Klerides verdankt Statos seinen Namen von einer Militärstation namens Statos, die in der Antike, insbesondere während der Zeit der römischen Zeit, in seiner Gegend errichtet wurde. Dies ist jedoch nicht bewiesen. Eine alte Überlieferung bezieht das Gebiet jedoch auf die Antike und erwähnt ausdrücklich, dass es dort einen Tempel der Göttin Hera gab, auf dessen Fundamenten das Priesterkloster Agia Moni in der Nähe des Dorfes errichtet wurde.
Aufgrund von Erdrutschen, die durch starke Regenfälle zwischen 1966 und 1969 verursacht wurden, wurde das Dorf zerstört und zusammen mit Agios Fotios an den heutigen nordöstlichen Standort Ambelitis (griechisch Αμπελίτης) verlegt. Mit dem Verwaltungsgesetz Nr. 31, veröffentlicht im Amtsblatt der Republik am 8. Februar 1974 (Zeitungsnummer 1.070), wurde das gesamte Gebiet des Nachbardorfes Agios Fotios dem Verwaltungsgebiet des Dorfes Statos hinzugefügt. Mit einem im Jahr 1976 veröffentlichten Verwaltungsakt (Amtsnr. 1312 vom 19.11.76, Aktnr. 234) erhielt das neue Dorf den Namen Statos-Agios Fotios.

### Bevölkerungsentwicklung
Die folgende Tabelle zeigt die Bevölkerung des Dorfes, wie sie in den in Zypern durchgeführten Volkszählungen erfasst wurde.
| Jahr      | 1881 | 1891 | 1901 | 1911 | 1921 | 1931 | 1946 | 1960 | 1973 | 1976 |
| Einwohner | 297  | 342  | 343  | 388  | 426  | 380  | 501  | 488  | 406  | 214  |